# Lindauer Dornier Gesellschaft
Die Lindauer Dornier GmbH ist ein deutsches Familienunternehmen mit Sitz in Lindau (Bodensee), das 1950 von Peter Dornier gegründet wurde und bis 1985 Teil des Dornier-Konzerns war. Als Daimler-Benz den Dornier-Konzern mehrheitlich übernahm, verblieb die Lindauer Dornier als eigenständige Firma im Eigentum von Peter Dornier. Es ist bis heute ein eigenständiges Unternehmen und stellt Webmaschinen, Folienreckanlagen und Produktionsanlagen für die Faserverbundindustrie her.

## Geschichte
Bei Dornier wurden bis zum Ende des Zweiten Weltkrieges ausschließlich Flugzeuge entwickelt und hergestellt. Das Werk in Rickenbach bei Lindau diente als Zulieferbetrieb, in dem u. a. Leitwerkteile gefertigt wurden.
Nach dem Krieg hatte die französische Besatzungsmacht deutsche Triebwerksspezialisten dienstverpflichtet und dort unter dem Namen „Ateliers Techniques Aéronautiques de Rickenbach“ die nach den Anfangsbuchstaben benannten ATAR-Turbinen entwickelt und dann die Aktivitäten nach Frankreich verlagert.
1948 erhielt Dornier das Gelände wieder zurück. 1950 wurde die Lindauer Dornier GmbH im heutigen Stammhaus durch Peter Dornier, den Sohn des bekannten Flugpioniers Claude Dornier, gegründet – das Ergebnis der Suche nach einem neuen Betätigungsfeld. Der Grund für die Neuorientierung: Die Alliierten hatten dem Unternehmen gänzlich verboten, in Deutschland Flugzeuge zu bauen. Ein Textilwerk in der Nähe hatte Bedarf an Webstühlen und Ersatzteilen, nachdem die Webereien während des Krieges brachlagen. Die hohe Lieferzeit und Nachfrage gaben Dornier den Anstoß zur Entwicklung von Schützenwebmaschinen, obwohl er oder seine Mitarbeiter keine Erfahrung damit hatten.
Produziert wurden zunächst Schützenwebmaschinen und Trocknungsanlagen für die Pappe-, Papier- und Baustoffplattenindustrie. Mit Innovationen verschaffte sich Dornier wie früher im Flugzeugbau, auch auf diesem Gebiet aus dem Stand heraus Weltgeltung. 1967 brachte die Einführung der Greiferwebmaschine die Basis für den Aufstieg zum größten deutschen und gleichzeitig international renommierten Webmaschinen-Hersteller. 1989 folgte die Luftdüsenwebmaschine. Später kam die Produktion von weiteren Textilmaschinen hinzu, sodass die LiDO die Schlüsselkomponenten für Webereien herstellt und deshalb auch komplette Webereien ausrüstet. Ziemlich früh wurden Folienreckmaschinen als ein zweites Standbein mit gleichem Erfolg produziert. Der Exportanteil beträgt über 90 %. Seit 2014 werden zusätzlich Produktionsanlagen für die Faserverbundindustrie hergestellt. 
Das Pfrontener Werk der Lindauer Dornier GmbH musste 2010 geschlossen werden, seitdem wird nur noch in Lindau (778 Mitarbeiter) und Esseratsweiler (160 Mitarbeiter) produziert.